# Соломон Берк
Соломон Берк (англ. Solomon Burke, 21 березня 1940 — 10 жовтня 2010) — американський співак і автор пісень у стилях ґоспел, соул і блюз, розвинув власну неповтору манеру тоді, коли R&B та рок ще тільки робили перші кроки, член престижної Зали слави рок-н-ролу.
У 2003 році удостоєний премії «Греммі» в номінації «Найкращий сучасний блюзовий альбом» за Don't Give Up On Me.

## Дискографія
- 1960: Solomon Burke (Atlantic)
- 1963: If You Need Me (Atlantic)
- 1964: Blues Before Sunrise (Grand Prix Series) з Реєм Чарлзом
- 1964: Rock 'N Soul (Atlantic)
- 1968: King Solomon (Atlantic)
- 1968: I Wish I Knew (Atlantic)
- 1969: Proud Mary (Bell)
- 1971: Electronic Magnetism (MGM)
- 1972: Cool Breeze (MGM)
- 1972: We're Almost Home (MGM)
- 1974: I Have a Dream (ABC)
- 2002: Don't Give Up On Me (Fat Possum)